# قیام ۱

قیام ۱ موشکی ایرانی و شبیه موشک شهاب ۱ و طراحی شده از روی شهاب ۲ است که با سوخت مایع و بدون بالک کار می‌کند. سر جنگی این موشک جداشونده و قابلیت هدایت‌پذیری تا هدف را دارد.
از موشک قائم در دو مدل قیام ۱ و قیام ۲ رونمایی شده‌است که مدل دوم آن، نسبت به مدل اول، در موضوع برد و وزن، همین‌طور بالک آن، تغییراتی یافته‌است.
معرفی کامل 20 تا از موشک های نظامی ایران: از کوتاهبرد تا هایپرسونیک

## مشخصات فنی
موشک قیام ۱، موشک بالستیک با سوخت مایع است و نخستین موشک بدون بالک ایرانی است. موشک قیام، با توجه به نداشتن بالک، باید با ایجاد پایداری و تنظیم و کنترل خروجی پیشران سوخت، کنترل و هدایت شوند. این کار باعث کاهش وزن نهایی موشک و کاهش بازتاب راداری آن خواهد شد و انبارداری و حمل آن را نیز راحت‌تر خواهد کرد. برد نمونه اولیه از این موشک ۸۰۰ کیلومتر است و وزن مسلح ۶۲۸۰ کیلوگرم و وزن سر جنگی ۶۴۵ کیلوگرم است، و طول این موشک حدود ۱۱/۵ متر و قطر ۸۸ سانتی‌متر می‌باشد. به گفته منابع جمهوری اسلامی، ویژگی‌های این موشک بدین قرار است: گفته می‌شود این موشک بر مبنای موشک شهاب ۲ طراحی شده‌است.
- قابلیت پرتاب از انواع لانچرها
- برد متغیر
- رادارگریزی
- احتمال ردیابی، شناسایی و مورد اصابت قرار گرفتن آن توسط سیستم‌های ضد موشک کاهش یافته‌است
- عدم وجود بالک، بالک به عنوان عامل اصلی تعادل در هدایت مسیر است و نداشتن بالک برای موشک بلند برد بسیار قابل اهمیت است
- اهداف مورد نظر را با دقت بسیار بالا مورد اصابت قرار می‌دهد

### نسل جدید
به گزارش تسنیم، در دی ماه ۱۴۰۰، از نسخه جدید این موشک رونمایی شد که برد آن تا ۱۰۰۰ کیلومتر افزایش یافته بود و خطای اصابتش زیر ۵۰ متر شده‌است. در نسخه جدید، از سر جنگی جداشونده برای بالابردن دقت اصابت استفاده شده‌است. همچنین در نسخه جدید این موشک، از چهار بالک بهره برده شده. وزن سر جنگی نسخه جدید، ۶۰۰ کیلوگرم عنوان شده. منابع ایرانی، سرعت موشک را ۲۹۳۵ کیلومتر دانسته‌اند. به گزارش شرق، سرعت موشک تا ۸٫۵ ماخ نسبت به نسخه قبلی ارتقاء یافته‌است که به فناوری هایپرسونیک مجهز شده و از بیشتر سامانه‌های راداری، عبور می‌کند.
سر جنگی نسخه جدید این موشک، دارای دو نوع بمب‌لت هستند. ایران به‌طور کلی از سه نوع بمب‌لت جدید در موشک‌ها و راکت‌های خود استفاده می‌کند که هر سه اینها قابلیت نصب بر روی کلاهک‌های قیام را دارد. خبرگزاری‌های ایرانی، زمان لازم برای مسلح شدن این سلاح را ۲۰ دقیقه گزارش کرده‌اند.

## تاریخچه
در سال ۱۳۸۹ از نمونه اولیه این موشک با نام قیام ۱ رونمایی شد. پس‌تر در سال ۱۴۰۰ نمونه دوم و ارتقاء یافته آن نیز رونمایی شد. طرح اولیه این موشک را حسن طهرانی مقدم داده‌است. منابع ایرانی از تولید انبوه این موشک خبر داده‌اند که در شهرهای زیرزمینی موشکی ایران از آن بهره برده شده‌است.
به گزارش کیهان، در مرداد ۱۳۸۹، آزمایش این موشک با موفقیت به ثبت رسید. در خرداد سال ۱۳۹۰ انبوهی از این موشک‌ها به سپاه پاسداران انقلاب اسلامی تحویل داده شد. از این موشک در عملیات ضربت محرم سال ۱۳۹۷ استفاده شده‌است. از این موشک‌ها در حمله به مقر داعش در سوریه و عملیات انتقام قاسم سلیمانی در عراق استفاده شده‌است. به نظر می‌رسد از موشک قیام ۲ برای حمله به پایگاه آمریکایی‌ها در عین الاسد استفاده شده باشد.